# USS Atule (SS-403)
Za druga plovila z istim imenom glejte USS Atule.
USS Atule (SS-403) je bila jurišna podmornica razreda balao v sestavi Vojne mornarice Združenih držav Amerike.
Med drugo svetovno vojno je podmornica opravila 4 bojne patrulje; sodelovala pa je tudi v operaciji Nanook (arktični raziskovalni ekspediciji).
Julija 1974 so podmornico prodali Peruju, kjer so jo preimenovali v BAP Pacocha (SS-48).